# 维塔格拉夫制片厂

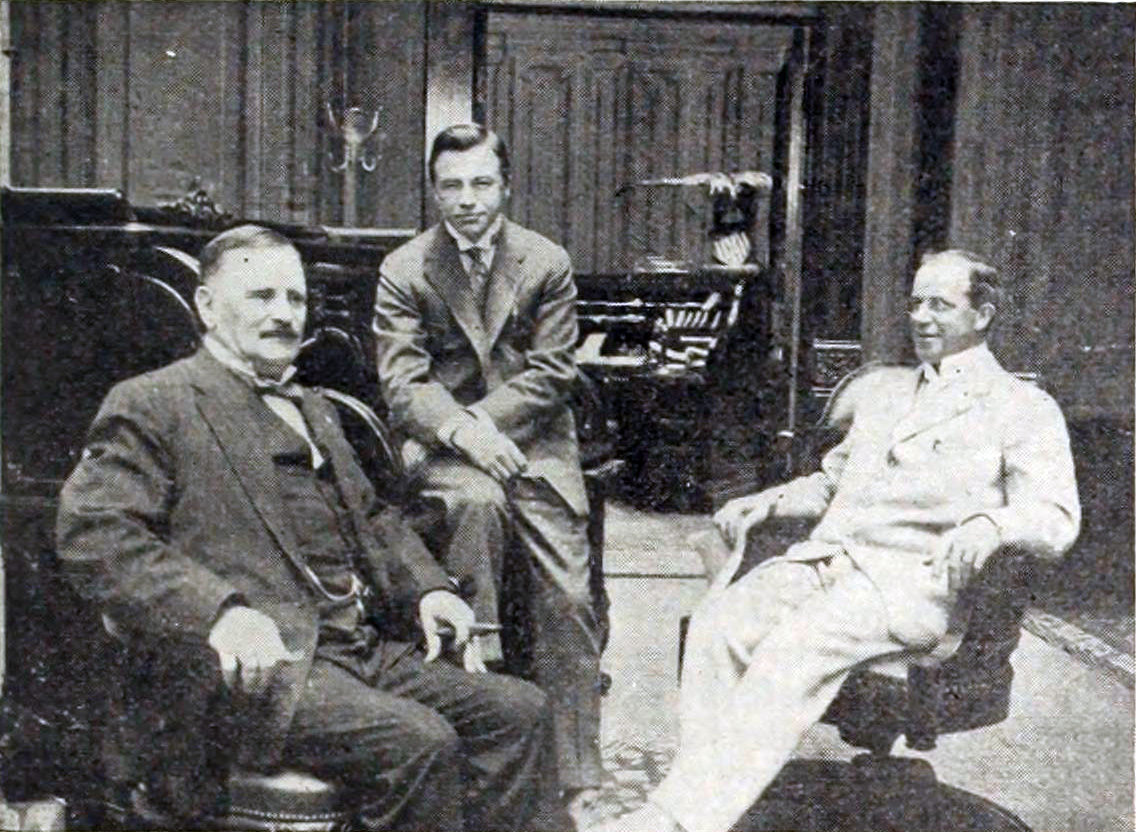
威廉·T·洛克、阿尔伯特·E·史密斯和 J·斯图尔特·布莱克顿，1916年

维塔格拉夫制片厂（Vitagraph Studios、Vitagraph Company of America），是一家20世纪初的美国电影制片厂，1897年由詹姆斯·斯图尔特·布莱克顿和阿尔伯特·E·史密斯在布鲁克林创立，到1907年它已成为美国最多产的电影制片厂，制作了许多无声电影。1925年4月20日，公司被华纳兄弟收购。